# Club Alpino Español
El Club Alpino Español (CAE) es una sociedad deportiva española dedicada a fomentar y facilitar los deportes de montaña, en especial los de nieve. Se fundó en 1906, y a la fecha sigue en activo. Su sede central está en Madrid, calle Mayor nº 6.[cita requerida]

## Historia
En el año 1906, Manuel González de Amezúa, agente de cambio y bolsa y ganadero ovino, frecuentaba las pistas de esquí en Suiza. Con un grupo de jóvenes deportistas, aficionados al montañismo, fundó el Club Alpino Español, dotándolo de estatutos e inscripción legal. Se proponían fomentar la práctica de los deportes de montaña, en especial del esquí en la Sierra de Guadarrama y en otras sierras españolas. Muchas de las reuniones preparatorias se celebraban en la madrileña Cervecería Alemana.

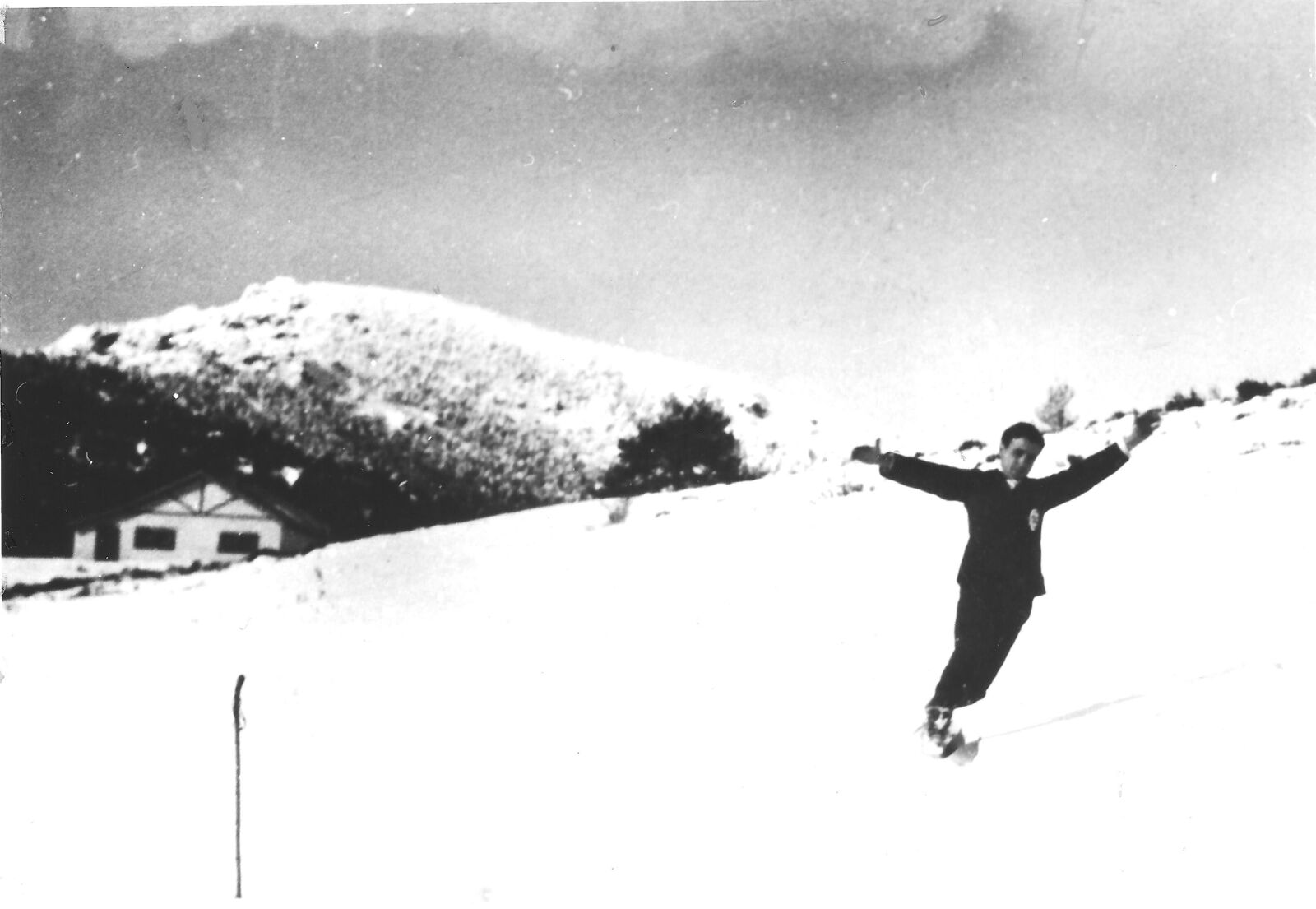
Juan Kindelán Duany practicando esquí de Telemark

Su primera sede fue un pequeño refugio cerca del puerto de Navacerrada, al que llamaron "El Twenty", por el número de fundadores. A este siguieron otros más grandes en el propio puerto de Navacerrada, en el puerto de Cotos y en la sierra de Gredos, así como pequeños refugios de alta montaña en la Maliciosa, Cerro del Telégrafo, Peñalara y la Pedriza del Manzanares.[cita requerida]
El Club Alpino Español tuvo notable éxito en la difusión de estos deportes; promovió su aprendizaje en hombres, mujeres y niños; organizó carreras, concursos de saltos de trampolín, circuitos de montaña y participación en concursos y carreras internacionales. El rey Alfonso XIII lo visitó y alentó, pues era gran deportista. La afluencia de madrileños a la sierra aumentó, y de ello se beneficiaron los pueblecitos serranos, que empezaron a ver también la llegada de veraneantes.
En 1908 el CAE tenía a penas 71 socios, que pasaron a ser 628 en 1916. En ese mismo año, se guardaban 386 pares de esquíes en el almacén del club. En los años veinte se llegó a los 2500 socios, que llegaron a superar los 3000 en años posteriores. En 1925 el CAE organizó la primera carrera femenina de montaña en la Sierra del Guadarrama. La vencedora fue Margarita Stanech.
La guerra civil española (1936-1939) detuvo sus actividades, y se destruyó por completo uno de los chalets, y parcialmente los otros. Durante la contienda, algunos esquiadores del CAE formaron parte del afamado Batallón Alpino. A partir de los años 40 volvió a resurgir, aumentando sus actividades y recuperando a muchos de sus socios.[cita requerida] El 4 de febrero de 1965, Antonio Riaño, miembro de una expedición del CAE, logró el hito de la ascensión al Aconcagua.

## Actividades
El Club Alpino Español publicó desde su fundación anuarios con resúmenes y proyectos, y la revista Alpina, en la que se incluyeron artículos sobre temas de interés para los montañeros, como "Picos de Europa", del marqués de Villaviciosa y Fernández Zabala, o "La Pedriza del Manzanares", de Bernaldo de Quirós. En las revistas y anuarios se publicaron muchas fotos, y también consta que se realizaron algunas películas breves.[cita requerida]
En la actualidad se realizan actividades deportivas y culturales de forma regular, tanto en su sede como en la montaña.[cita requerida]